# Københavns Amts Ting- og Arresthus
Kjøbenhavns Amts Ting- og Arresthus samt Tvangsarbejdsanstalt blev opført 1847-48 (indviet 18. december 1848) efter tegninger af Gottlieb Bindesbøll (senere trådte N.S. Nebelong til som arkitekt) af gule mursten i kælder og to stokværk og består at to fløje med facader ud mod Blegdamsvej og forbundne ved en arkadebygning samt den bagvedliggende arrestbygning, i kælder og 3 stokværk, der sammen med forbygningen indesluttede en lille gårdsplads; midt i arrestbygningen en hal, der gik gennem alle stokværk. 
Arresthusfløjen blev 1880-81 forlænget, ligesom der opførtes en ny ringmur om den og to arrestskure til brug for tvangsarbejdsanstalten, hvilken sidste den 20. april 1881 udskiltes fra amtets sygehus (da i Ryesgade) og overførtes hertil. I bygningens østlige fløj fandtes blandt andet Amager Birks retssal, politistation for Nordre Birk og sygestue for arrestanter samt på 1. sal amtsrådets forsamlingssal (tillige lokale for forligskommissionen); i vestlige fløj fandtes Søndre Birks retssal, Nordre Birks kontorlokaler og retssal; i arkadebygningen blandt andet arkivrum. I Arrestfløjen fandtes, foruden opsynspersonalets værelser, 64 arrester (8 fælles- og 56 enkeltceller) og 87 pladser til arrestanter. Tvangsarbejdsanstalten havde 30 pladser (5 stuer).